# Archidiecezja Tyru (stolica tytularna)
Tyrus (łac. Archidioecesis Tyren(sis)) – stolica historycznej archidiecezji w Cesarstwie Rzymskim (prowincja Syria Phoenice), współcześnie w Libanie.  Początkowo znajdowała się w greckoprawosławnym patriarchacie Antiochii, w okresie wypraw krzyżowych została podporządkowana Stolicy Apostolskiej (łaciński patriarchat Jerozolimy). Obecnie katolickie arcybiskupstwo tytularne. Od 1984 r. archidiecezja Tyru jest archidiecezją wakującą.

## Historia
Początki chrześcijańskiej historii Tyru sięgają działalności Jezusa i Pawła z Tarsu. 
Biskupstwo w Tyrze jest poświadczone od końca II wieku. Pierwszym udokumentowanym biskupem Tyru jest Kasjusz, który według świadectwa Euzebiusza z Cezarei pod koniec II w. (ok. 190 r.) uczestniczył w synodzie w Cezarei Palestyńskiej.
W 198 r. Tyr stał się stolicą syryjskiej prowincji Phoenicia Prima. 
Martyrologium Romanum upamiętnia kilku świętych i męczenników z Tyru z czasów prześladowań chrześcijan za panowania Dioklecjana i Galeriusza, a wśród nich: biskupa Tyraniona i towarzyszy (20 lutego), św. Ulpiana (3 kwietnia), św. Doroteusza (5 czerwca), biskupa Metodego (18 września). Prawdopodobnie z Tyru pochodziła też św. Krystyna. 
W 355 r. odbył się sobór tyryjski.  W pierwszym tysiącleciu chrześcijaństwa było ponad dwudziestu znanych biskupów Tyru. 
Po podziale Cesarstwa Rzymskiego miasto pozostawało pod kontrolą Bizancjum aż do zdobycia go przez Sasanidów pod wodzą szacha Chosrowa II na przełomie VI i VII w. n.e., a następnie odzyskane na krótko do 640 r., kiedy zostało zajęte przez siły arabskiego kalifatu. Przez cały okres panowania bizantyjskiego metropolita Tyru miał prymat nad innymi biskupami Lewantu jako następny (prototronos) po patriarsze Antiochii. Sufraganiami Tyru były m.in. diecezje Porphyreon (dziś Al-Dżijja), Arca in Phoenicia (Arqa), Ptolemaida (dzisiejsza Akka w Izraelu), Diecezja Sydonu (dzisiejszy Sydon), Byblus (Byblos), Botrys (Al-Batrun), Orthosias in Phoenicia, Aradus (Arwad), Antarados (Tartus), Caesarea Philippi (Banjas), Rachlea (Rachla), Tripolitanus in Phoenicia (Trypolis), Sarepta (Sarafand).
7 lipca 1124 r. po wielomiesięcznym oblężeniu władający Tyrem Tughtakin wydał miasto w ręce krzyżowców. Choć przed krucjatami biskup Tyru tradycyjnie podlegał patriarsze Antiochii, ale stanowiąc część Królestwa Jerozolimskiego, a nie Księstwa Antiochii, został podporządkowany łacińskiemu patriarchatowi Jerozolimy. Najsłynniejszym łacińskim arcybiskupem Tyru był historyk Wilhelm z Tyru (1175–1186), który podobnie jak wielu arcybiskupów tyryjskich był też kanclerzem Królestwa Jerozolimskiego. Tradycyjnie również łacińskim patriarchą Jerozolimy zostawał arcybiskup Tyru lub Cezarei Nadmorskiej.
Po 1187 r., po inwazji Saladyna, bitwie pod Hittin i zajęciu Jerozolimy, Tyr był jedynym z nielicznych miast pozostającym w rękach krzyżowców i w pewnym momencie był uważany za nową stolicę Królestwa Jerozolimskiego. Utracił co prawda tę rolę na rzecz Akki, ale pozostał miejscem koronacji królewskiej, a arcybiskupowi Tyru powierzono przewodniczenie ceremonii.
Po długim oblężeniu miasto zostało zdobyte przez mameluków w 1291 r. Ludność, której nie udało się ewakuować, została zabita lub zniewolona. Kościoły zostały zburzone, a archidiecezja stała się tytularna. 
W czasach nowożytnych urząd łacińskiego arcybiskupa odnowiono w związku z katolickim ruchem pielgrzymkowym do Ziemi Świętej. W kolejnych wiekach powstały też tyryjskie archidiecezje katolickich Kościołów wschodnich. Równolegle na początku XVII w. wznowiona została prawosławna metropolia Tyru i Sydonu w ramach prawosławnego Patriarchatu Antiocheńskiego.
Z powodu trwających konfliktów i przesiedleń we współczesnym Libanie oraz spadku wpływów chrześcijaństwa w tym kraju łacińskie arcybiskupstwo Tyru pozostaje nieobsadzone od 1984 roku.

## Łacińscy arcybiskupi ordynariusze
- Odo (1122–1123/1124)[11]
- Wilhelm I(inne języki) (ok. 1127–1135)[12]
- Fulk (Fulcher) z Angoulême(inne języki) (ok. 1135–1146; późniejszy patriarcha Jerozolimy)[12]
  - Ralf (Raul, Radulf)(inne języki) (1146–1150; jego wybór zakwestionowano, później został biskupem betlejemskim)[12]
- Piotr z Tyru (z Barcelony)(inne języki) (1151–1164)[12]
- Fryderyk(inne języki) (1164–1174)[12]
- Wilhelm II (1175–1186)[12]
- Joscius (Jodok)(inne języki) (1186–1202)[12]
- Clérembaut de Broyes (1203 – przed 1215)[13][14]
- Simon de Maugastell (1216–1229)[12]
- Pierre de Sergines(inne języki) OSA (przed 16 grudnia 1235 – po 1244)[15]
- Nicolás Larcat (1251–1253)[16]
  - Filip z Trypolisu(inne języki) (wybrany między 1244 a 1250, zrezygnował z urzędu[17])
- Gilles (Idzi)(inne języki)  (1253 – zmarł przed 16 czerwca 1266)[12]
- Jan (John of St Maxentius) OP (1267–1272)[18]
- Bonacourt de Gloire OP  (1272–1295)[19][20]

## Tytularni arcybiskupi Tyru[21]
| Lp. | Biskup                                            | Funkcja | Od                   | Do                  |
| --- | ------------------------------------------------- | --- | -------------------- | ------------------- |
| 1   | Bérenger Guilhot (Guillot)                        | administrator diecezji Agde (Agde) | 14 lutego 1425       | 1429                |
| 2   | Francesco Barbaro                                 | koadiutor, administrator patriarchatu Akwilei | 7 października 1585  | 3 października 1593 |
| 3   | Ermolao Barbaro                                   | koadiutor, administrator patriarchatu Akwilei | 12 lutego 1596       | kwiecień 1616       |
| 4   | Diego de Guzmán Haros                             | patriarcha Indii Zachodnich | 18 kwietnia 1616     | 15 września 1625    |
| 5   | Alfonso Pérez de Guzmán                           | | 1 grudnia 1625       | 17 maja 1627        |
| 6   | Antonio Manrique de Guzmán OP                     | patriarcha Indii Zachodnich | 15 grudnia 1670      | 26 lutego 1679      |
| 7   | Antonio de Benavides y Bazán                      | patriarcha Indii Zachodnich | 10 kwietnia 1679     | 22 stycznia 1691    |
| 8   | Pedro Portocarrero y Guzmán                       | patriarcha Indii Zachodnich | 27 sierpnia 1691     | 1705                |
| 9   | Giovanni Battista Altieri                         | | 12 czerwca 1724      | 20 listopada 1724   |
| 10  | Giovanni de Lerma                                 | biskup senior manfredoński | 20 marca 1725        | 1 listopada 1741    |
| 11  | Giovanni Andrea Tria                              | biskup senior Larino | 20 grudnia 1741      | 16 stycznia 1761    |
| 12  | Ottavio Antonio Bayardi                           | | 16 lutego 1761       | 7 marca 1764        |
| 13  | Giuseppe Simone Assemani                          | | 1 grudnia 1766       | 13 stycznia 1768    |
| 14  | Innocenzo Conti                                   | | 18 grudnia 1769      | 3 kwietnia 1775     |
| 15  | Vincenzo Ranuzzi                                  | nuncjusz apostolski w Republice Weneckiej (1775–1782), a następnie w Królestwie Portugalii (1782–1786) | 11 września 1775     | 14 lutego 1785      |
| 16  | Annibale della Genga                              | nuncjusz apostolski w Lucernie (Szwajcaria, Nuncjatura Apostolska w Szwajcarii), a następnie w Kolonii (Nuncjatura Apostolska w Niemczech)                                                                             | 21 lutego 1794       | 8 marca 1816        |
| 17  | Giacomo Giustiniani                               | nuncjusz apostolski w Hiszpanii | 14 kwietnia 1817     | 13 marca 1826       |
| 18  | Charles Joseph Mercy-d’Argenteau                  | nuncjusz apostolski w Bawarii | 2 października 1826  | 16 listopada 1879   |
| 19  | Domenico Jacobini                                 | sekretarz Kongregacji Rozkrzewiania Wiary (od 1882), a następnie nuncjusz apostolski w Portugalii (od 1891) | 4 sierpnia 1881      | 3 grudnia 1896      |
| 20  | Victor-Jean-Joseph-Marie van den Branden de Reeth | biskup pomocniczy mecheleński | 4 grudnia 1897       | 27 lutego 1909      |
| 21  | Franz Xavier Nagl                                 | koadiutor archidiecezji wiedeńskiej | 19 stycznia 1910     | 5 sierpnia 1911     |
| 22  | Vittorio Amedeo Ranuzzi de’ Bianchi               | urzędnik Kurii Rzymskiej, prefekt Domu Papieskiego (od 1911), a następnie Pałacu Apostolskiego (od 1914) | 27 listopada 1911    | 7 grudnia 1916      |
| 23  | Rodolfo Caroli                                    | internuncjusz apostolski w Boliwii | 8 maja 1917          | 25 stycznia 1921    |
| 24  | Pietro Benedetti MSC                              | delegat apostolski w Meksyku (1921), a następnie na Kubie i w Portoryko (1921–1925/1926) | 10 marca 1921        | 7 września 1930     |
| 25  | Egidio Lari                                       | delegat apostolski w Persji (1931–1936), a następnie nuncjusz apostolski w Boliwii (1939–1945) | 1 czerwca 1931       | 17 listopada 1965   |
| 26  | Bruno Wüstenberg                                  | pronuncjusz apostolski w Japonii (1966–1973), a następnie na Wybrzeżu Kości Słoniowej, a także w Dahomeju/Beninie oraz delegat apostolski w Gwinei i Togo (1973–1979), \|pronuncjusz apostolski w Holandii (1979–1984) | 24 października 1966 | 31 maja 1984        |